# Єпархії Української Синодальної церкви
Украї́нська Автокефальна Православна синода́льна це́рква (живоцерко́вники, обновле́нці) — церковне згромадження, яке виникло 7 січня 1923 року в м. Харків (тодішній столиці Української РСР) внаслідок з'їзду прихильників обновленства в Україні. За підсумками з'їзду предстоятелем було обрано архієпископа Подільського і Брацлавського Пимена (Пєгова) з титулом: «митрополит Слобідсько-Український і Харківський».
У 1922-1927 рр. ця церква була єдиною православною організацією, яку визнавала радянська влада.
Проіснувала до кінця 1930-х років.
| Назва єпархії                                              | Архієреї |
| ---------------------------------------------------------- | --- |
| Балтська                                                   | Герасим Строганов (1922-1924) Гавриїл Рогут (1927-1930) |
| Білоцерківська                                             | Павел Ципріанович (1924 - березень 1926 та жовтень 1928 - 1934) Володимир Дубчук (1926) Йов Сахновський (1926-1928) |
| Вінницька                                                  | Йоаким Пухальський (1925-1926) Павел Ципріанович (1 січня 1928 - травень 1928) Димитрій Михальчук (14 вересня 1928 - березень 1930) Йоанн Славгородський (березень 1926 - 22 липня 1936) Миколай Полікарпов (22 липня 1936 - 14 грудня 1937)                                                                            |
| Катеринославська (1922-1926), Дніпропетровська (1926-1938) | Інокентій Летяєв (1922- червень 1923) Агапіт Вишневський (1922 - 27 листопада 1922) Афанасій Вечерко (12 вересня 1923-1924) Миколай Гіляровський (1923 - 1 січня 1925) Павел Масленніков (1925 - 10 червня 1925) Амвросій Нагорський (ноябрь 1925-1926) Андрій Одінцов (1926-1932) Володимир Злобін (травень 1935-1938) |
| Київська                                                   | Тихон Василевський (1923) Миколай Федотов (22 листопада 1923 — 20 березня 1924) Олександр Щербаков (1924) Іннокентій Пустинський (1924-1929) Ювеналій Мошковський (1928-1929) Пимен Пєгов (1929- 16 февраля 1935) Олександр Чекановський (1935-1937) Володимир Злобін (1938-1941)                                       |
| Луганська                                                  | Юрій Прокопович (192?-1926) |
| Могилів-Подільська                                         | Лоллій Юр'євський (1922-1928(?)) |
| Одеська                                                    | Олексій Баженов (1922 -1923) Євдоким Мещерський (2 листопада 1922 - 13 квітня 1923) Ювеналій Машковський (1924 -1928 і 1937-1942) Костянтин Спаський (жовтень 1928 -1935) Кирил Квашенко (1935 - 6 жовтня 1937) |
| Харківська                                                 | Серафим Мещеряков (1922) Миколай Федотов (12 грудня 1922 - 22 листопада 1923) Пимен Пєгов (1924-1929) Антоній Гончаровський (1926 -1927) Андрій Одінцов (1935 - 22 липня 1936) Йоанн Славгородський (22 липня 1936 - 3 червня 1938)                                                                                     |
| Чернігівська                                               | Олександр Мігулін (лютий 1923 -1924) Ювеналій Мошковський (1924) Андрій Одінцов (1924-1925) Сергій Іванцов (20 листопада 1925 -1925) Антоній Гончаровський (травень 1927 - 10 грудня 1935) Філарет Яценко (1928-1939) Володимир Ковін (грудень 1935 - 3 червня 1938)                                                    |
| Подільська                                                 | Пимен Пєгов (1922-1924) Афанасій Вечерко (1924-1925) Гавриїл Кіперман (1927-) Герасим Строганов (1927-1928) Йоасаф Мелетій Фомін (листопад 1928 - серпень 1935) |
| Полтавська                                                 | Йосип Кречетович (16 вересня 1924 -1924) Олександр Воєцький (-1925) Олександр Мігулін (листопад 1924 -1926) Йоасаф (1926-) Йоанн Славгородський |
| Павлоградська                                              | Миколай Гіляровський (6 серпня 1922-1923) Серафим Силичов (1922-1924) Олександр Мігулін (вересень 1924 -1924) Андрій Одінцов (1925-1926) Сергій Волков (вересень 1929 -1930) |
| Вікаріатства                                               | |
| Назва вікаріатства                                         | Архієреї |
| Ахтирський, вікарій Харківської єпархії                    | Філарет Яценко (24 травня 1924 -1925) Серафим Ляде (21 вересня 1923-1927) Миколай Полікарпов (1928 - жовтня 1930) |
| Бердичівський, вікарій Київської єпархії                   | Олександр Чекановський (1922-? та 1924 - 1934) Андрій Одінцов (1925) Мелетій Фомін (серпень 1935 - 9 лютого 1938) |
| Бердянський, вікарій Катеринославської єпархії             | Михаїл Митрофанов (жовтень 1924 - лютий 1925 та березень - червень 1925) |
| Валківський, вікарій Харківської єпархії                   | Михаїл Митрофанов (1924 - жовтень 1924) Іов Сахновський (1924-1925) |
| Гайсинський, вікарій Подільської єпархії                   | Іоаким Пухальський (1924-1925) |
| Городнянський, вікарій Чернігівської єпархії               | Никифор (Богословський) (1922- |
| Запорізький, вікарій Катеринославської єпархії             | Сергій Добромислов (21 листопада 1923 - 26 жовтня 1925) Сергій Іванцов (1928-1933) Михаїл Митрофанов (1934 - 9 лютого 1938) Георгий Константиновський (1935-1938) |
| Зміївський, вікарій Харківської єпархії                    | Серафим Ляде (1927-1929) |
| Ізюмський, вікарій Харківської єпархії                     | Йосип Кречетович (11 січня 1924 - 16 вересня 1924 і 1924 - 2 червня 1926) Августин Разумовський (1927 - 2 лютого 1927) Серафим Ляде (1927) Володимир Дубчук Лоллій Юр'євський (1928(?)- |
| Кобеляцький, вікарій Полтавської єпархії                   | Миколай Пирський (16 січня 1923-1927) |
| Конотопський, вікарій Чернігівської єпархії                | Адріан Компанійцев (21 травня 1924 - 17 червня 1925 і 1926- 3 листопада 1927) Михаїл Митрофанов (серпень 1925 - вересень 1926) |
| Куп'янський, вікарій Харківської єпархії                   | Володимир Дубчук Іоасаф Гавриил Кіперман (1929-1930) |
| Миколаївський, вікарій Одеської єпархії                    | Костянтин Спаський (квітень 1923 - листопад 1924) Рафаїл Прозоровський (лютий 1925 -1930) Амвросій Нагорський (1930 - 6 жовтень 1937) |
| Олександрійський, вікарій Катеринославської єпархії        | Йоанн Славгородський (16 липня 1923 - травень 1925) Софоній Яскевич (1935-1936) |
| Первомайський, вікарій Одеської єпархії                    | Йосип Михальчук (1923 - 6 жовтня 1937) |
| Старобільський, вікарій Харківської єпархії                | Олександр Мігулін (22 листопада 1922 -1923) Мелетій Фомін (1924 - листопад 1928) |
| Старокостянтинівський, вікарій Волинської єпархії          | Яків Немоловський (7 травня 1922 - жовтень 1935) |
| Сумський, вікарій Харківської єпархії                      | Філарет Яценко (1925-1928 і 1929 - 10 червня 1935) Володимир Кириллов (1927-1931) |
| Тульчинський, вікарій Подільської єпархії                  | Фотій Маньковський (1922—1926) Фотій Топіро (1927- 25 травня 1928) Миколай Полікарпов (серпень 1935 - 22 липня 1936) |
| Херсонський, вікарій Одеської єпархії                      | Антоній Панкеєв (червень 1923 - літо 1924) |
| Черкаський, вікарій Київської єпархії                      | Йосип Ясковський (1924-1926) Герасим Строганов (1926-1827) Павел Ципріанович (1934 - 9 лютого 1938) |
| Чугуївський, вікарій Харківської єпархії                   | Гавриїл Кіперман (1926-1928) |